# 守諾言
守諾言，是日本純種競賽馬匹。生涯活躍於中長途賽事，曾於2018年勝出日經新春盃及阿根廷共和國盃，亦於2020年在鳴尾紀念取得冠軍。

## 出賽前
2012年2月8日出生於北海道安平町北部牧場，成長途中於一口馬主公司Sunday Racing Co. Ltd.進行馬主募集。
其後交由栗東訓練中心練馬師藤原英昭訓練。

## 競賽生涯

### 3歲
由於進入馬房訓練後體質處於較弱的狀態，因而遲遲未有出道及未有參與經典賽事，於2015年9月21日才出戰阪神競馬場的3歲未勝利戰。比賽開始後，其保持於第六左右的先頭位置順利取位，通過彎道時亦以優秀的技巧透出，最終於直路不斷加速下成功取得領先並輕鬆取得首勝。
12月20日出戰3歲以上500萬獎金以下條件戰，本次比賽保持於中團的位置下於彎道開始向外抽出，於直路爆發不俗的末腳速度下成功領先並可阻止後方賽駒的來襲，最終以1 1/4馬位拉開對手達成連勝。

### 4歲
2016年首戰為條件戰澳洲盃，本次比賽再度採用上兩戰的戰術，並於直路繼續維持優秀的表現，轟出全場最快末腳下成功超越所有對手，以完美的姿態取得三連勝。
7月17日繼續挑戰條件戰，可惜出戰新加坡賽馬公會賞時未能於直路保持速度，最終以第六落敗。
其後陣營選擇安排其進入休養，於下半年未有出戰任何賽事。

### 5歲
進入2017年其主要以條件戰為目標，雖然於首兩戰中均取得第六的戰績，但於其後開始有所表現，出戰五場賽事全數跑入三甲之內，更於勝出感恩錦標後准入公開組。

### 6歲
2018年首戰為日經新春盃，縱然為其首次挑戰分級賽，但仍然取得第一人氣的支持。比賽開始後，其保持於隊伍前方的位置穩步推進，沿路以貼欄有遮擋的姿態保留體力及等待時機。進入直路後，其於所在位置開始啟動加速，於中段進入全速狀態下迅速來到最前方的位置，最終成功於終點線將領放馬趕過Lord Vent d'Or取得首個分級賽冠軍。

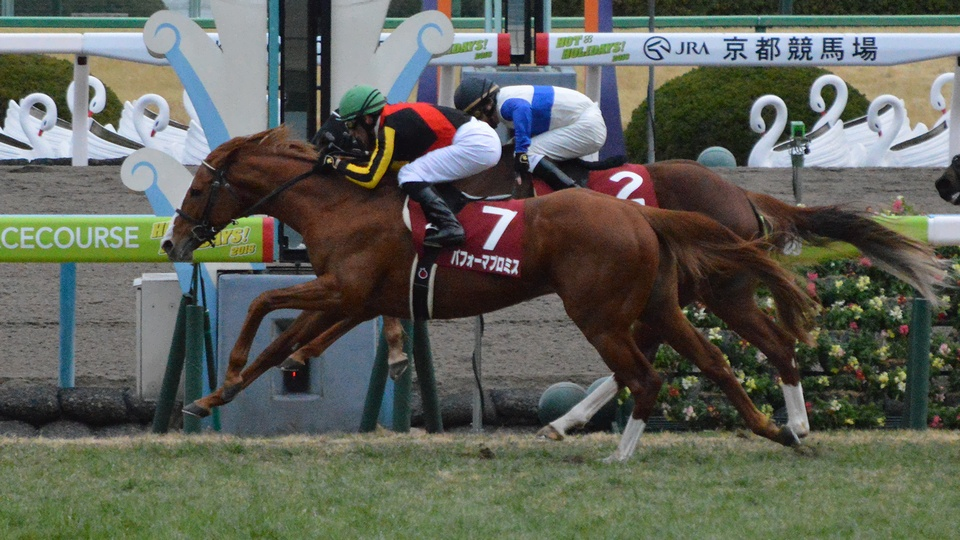
出戰日經新春盃的守諾言

其後陣營原先安排其出戰春季天皇賞，但最終大目標改為寶塚紀念，並以目黑紀念作為熱身。比賽開始後，其仍然保持於前方位置，於通過第一彎道後稍微後退，但仍然處於先行集團之中。進入直路後，其再度以優秀的反應加速，可惜一直未能壓制同樣位置的以柔制勝下加上無法超越探索火星，以第三的戰績完賽。
6月24日按照計劃出戰寶塚紀念，然而一直保持於中後方位置下未能於直路進行有效的加速突破，最終沉沒於馬群之中也以第九落敗。
稍為休養挑戰過後原定於秋季出戰京都大賞典，但於發燒之下退賽並改為參戰賽程較後的阿根廷共和國盃。比賽開始後，其保持於中團約莫第六的位置緩步推進，於最後彎道稍為向前取位準備發力。進入直路後，其於中檔位置迅速突破並來到前方，及後繼續保持速度下成功阻止後方以凌厲姿態衝出的萬分感謝，以3/4馬位優勢取得第二個分級賽冠軍。
12月繼續出戰有馬紀念再度挑戰一級賽，但於其中以第十四的戰績慘敗。

### 7歲
2019年其於年初的京都紀念取得第四後直接挑戰春季天皇賞，賽前僅獲得第八人氣。然而於比賽途中，其一直堅守於前方的位置並於直路開始發力衝刺，並於最後關頭僅被前方的氣自豪及耀滿瓶帶離，以爆冷的姿態取得季軍。
但於賽後，其被發現右橈骨骨折，因而需要進入長期休養。

### 8歲
2020年年初原定以京都紀念作為首戰，但於賽前骨膜出現問題而避戰。
6月6日出戰鳴尾紀念作為復出戰，比賽初段保持於中團位置下在對面直路開始沿着外檔變奏提速，進入直路後隨即加速並和唯獨愛你展開纏鬥，最終稍佔上風下以鼻位險勝，取得時隔1年7個月的分級賽冠軍。
但入秋後未能保持優秀的表現，出戰京都大賞典僅跑獲第六，於11月的日本盃更以第十一大敗。

### 9歲
2021年9歲的守諾言仍然現役，但出戰鑽石錦標時於直路上未能順利加速甚至失速，最終以生涯最差的第十五名大敗。
而賽後其更被發現右後腳第一趾骨骨折，雖然接受手術後有所好轉，但陣營仍然選擇安排其退役。

### 詳細賽績
| 日期       | 舉辦國家 | 馬場 | 距離   | 級別 | 賽事名稱              | 負重 | 騎師     | 馬號 | 出馬 | 名次 | 時間   | 頭馬（二馬）        |
| ---------- | -------- | ---- | ------ | ---- | --------------------- | ---- | -------- | ---- | ---- | ---- | ------ | ------------------- |
| 21/9/2015  | 日本     | 阪神 | 草1800 |      | 3歲未勝利             | 56   | 福永祐一 | 1    | 18   | 1    | 1:47.2 | （Meisho Misora）   |
| 20/12/2015 | 日本     | 中京 | 草2000 |      | 3歲以上500萬獎金以下  | 54   | 鮫島克駿 | 7    | 18   | 1    | 2:00.5 | （Internship）      |
| 21/5/2016  | 日本     | 京都 | 草1800 |      | 澳洲盃                | 55   | 李慕華   | 11   | 13   | 1    | 1:46.3 | （Saimon Ramesses） |
| 17/7/2016  | 日本     | 中京 | 草2000 |      | 新加坡賽馬公會賞      | 57   | 福永祐一 | 4    | 8    | 6    | 1:59.8 | Paddle Wheel        |
| 8/1/2017   | 日本     | 京都 | 草2200 |      | 4歲以上1000萬獎金以下 | 57   | 湛明諾   | 8    | 11   | 6    | 2:19.9 | Stone Lighting      |
| 29/1/2017  | 日本     | 東京 | 草1800 |      | 4歲以上1000萬獎金以下 | 57   | 福永祐一 | 13   | 16   | 6    | 1:48.6 | Smoke Free          |
| 26/3/2017  | 日本     | 中京 | 草2200 |      | 熊野特別              | 57   | 戶崎圭太 | 4    | 9    | 1    | 2:15.9 | （趣致可愛）        |
| 13/5/2017  | 日本     | 東京 | 草2400 |      | 綠風錦標              | 55   | 戶崎圭太 | 8    | 11   | 2    | 2:29.0 | Richie Richie       |
| 9/10/2017  | 日本     | 東京 | 草2400 |      | 六社錦標              | 56   | 吉田隼人 | 4    | 12   | 2    | 2:25.1 | 機智巴魯            |
| 11/11/2017 | 日本     | 京都 | 草2200 |      | 比叡錦標              | 57   | 岩田康誠 | 2    | 9    | 3    | 2:14.1 | Queen Charm         |
| 23/12/2017 | 日本     | 中山 | 草2500 |      | 感恩錦標              | 56   | 戶崎圭太 | 1    | 16   | 1    | 2:34.1 | （Karabiner）       |
| 14/1/2018  | 日本     | 京都 | 草2400 | GII  | 日經新春盃            | 54   | 杜滿萊   | 7    | 12   | 1    | 2:26.3 | （Lord Vent d'Or）  |
| 27/5/2018  | 日本     | 東京 | 草2500 | GI   | 目黑紀念              | 56   | 杜滿萊   | 8    | 16   | 3    | 2:29.8 | 以柔制勝            |
| 24/6/2018  | 日本     | 阪神 | 草2200 | GI   | 寶塚紀念              | 58   | 戶崎圭太 | 7    | 16   | 9    | 2:12.6 | 覓奇火箭            |
| 4/11/2018  | 日本     | 東京 | 草2500 | GII  | 阿根廷共和國盃        | 56   | 歐道樂   | 6    | 12   | 1    | 2:33.7 | （萬分感謝）        |
| 23/12/2018 | 日本     | 中山 | 草2500 | GI   | 有馬紀念              | 57   | 杜滿樂   | 5    | 16   | 14   | 2:33.7 | 防爆裝束            |
| 10/2/2019  | 日本     | 京都 | 草2200 | GII  | 京都紀念              | 57   | 福永祐一 | 7    | 12   | 4    | 2:14.9 | 賽黃晶              |
| 28/4/2019  | 日本     | 京都 | 草3200 | GI   | 春季天皇賞            | 58   | 北村友一 | 8    | 13   | 3    | 3:16.0 | 氣自豪              |
| 6/6/2020   | 日本     | 阪神 | 草2000 | GIII | 鳴尾紀念              | 56   | 福永祐一 | 1    | 16   | 1    | 2:00.1 | （唯獨愛你）        |
| 11/10/2020 | 日本     | 京都 | 草2400 | GII  | 京都大賞典            | 56   | 福永祐一 | 15   | 17   | 6    | 2:26.1 | 耀滿瓶              |
| 29/11/2020 | 日本     | 東京 | 草2400 | GI   | 日本盃                | 57   | 岩田望來 | 10   | 15   | 11   | 2:24.8 | 杏目                |
| 20/2/2021  | 日本     | 東京 | 草3400 | GIII | 鑽石錦標              | 57.5 | 杜滿萊   | 15   | 16   | 15   | 3:35.0 | Grandiose           |

## 退役後
退役後，守諾言並未入種，而是於滋賀縣栗東市TCC治療公園休養，在2021年成為乘騎馬。
2021年4月上旬，其於馬房內再度出現粉碎性骨折的情況，被送往同市的栗東訓練中心診所接受手術。
6月於診所內出現蹄葉炎的徵狀，因而繼續接受治療。
8月19日早上，其出現站立困難的情況，最終被施以安樂死，享年9歲。

## 血統簡介
父系黃金旅程爲日本賽駒，生涯戰績不俗，曾勝出香港瓶，退役後配種成績亦非常優秀。祖父週日寧靜是美國三冠賽雙軍馬，退役後在日本配種，在日本馬壇相當成功，贏得多項分級賽事，其子嗣贏得巨額獎金。
母系I'll Be Bound為日本賽駒，生涯戰績不佳僅勝出兩場賽事。外祖父谷野美酒為日本賽駒，曾勝出東京優駿，亦在多場一級賽事中上名。

### 血統表
| 父線：週日寧靜系（Halo系）                                      |                               |                |                 |
| 種馬 黃金旅程 1994年（深棗色）                                  | 週日寧靜 1986年（棕色）       | Halo           | Hail to Reason  |
| 種馬 黃金旅程 1994年（深棗色）                                  | 週日寧靜 1986年（棕色）       | Halo           | Cosmah          |
| 種馬 黃金旅程 1994年（深棗色）                                  | 週日寧靜 1986年（棕色）       | Wishing Well   | Understanding   |
| 種馬 黃金旅程 1994年（深棗色）                                  | 週日寧靜 1986年（棕色）       | Wishing Well   | Mountain Flower |
| 種馬 黃金旅程 1994年（深棗色）                                  | Golden Sash 1988年（栗色）    | Dictus         | Sanctus         |
| 種馬 黃金旅程 1994年（深棗色）                                  | Golden Sash 1988年（栗色）    | Dictus         | Doronic         |
| 種馬 黃金旅程 1994年（深棗色）                                  | Golden Sash 1988年（栗色）    | Dyna Sash      | 北方風味        |
| 種馬 黃金旅程 1994年（深棗色）                                  | Golden Sash 1988年（栗色）    | Dyna Sash      | Royal Sash      |
| 繁殖雌馬 I'll Be Bound 2005年（棗色）                           | 谷野美酒 1999年（棗色）       | 百仁時間       | 雷弼圖          |
| 繁殖雌馬 I'll Be Bound 2005年（棗色）                           | 谷野美酒 1999年（棗色）       | 百仁時間       | Kelley's Day    |
| 繁殖雌馬 I'll Be Bound 2005年（棗色）                           | 谷野美酒 1999年（棗色）       | Tanino Crystal | Crystal Palace  |
| 繁殖雌馬 I'll Be Bound 2005年（棗色）                           | 谷野美酒 1999年（棗色）       | Tanino Crystal | Tanino Sea-Bird |
| 繁殖雌馬 I'll Be Bound 2005年（棗色）                           | Bound to Dance 1986年（棗色） | 北地舞人       | 新北區          |
| 繁殖雌馬 I'll Be Bound 2005年（棗色）                           | Bound to Dance 1986年（棗色） | 北地舞人       | Naltama         |
| 繁殖雌馬 I'll Be Bound 2005年（棗色）                           | Bound to Dance 1986年（棗色） | Truly Bound    | In Reality      |
| 繁殖雌馬 I'll Be Bound 2005年（棗色）                           | Bound to Dance 1986年（棗色） | Truly Bound    | Natashka        |
| 雌系：號族：2-b                                                 |                               |                |                 |
| 五代內近親交配：北地舞人 5×3、Hail to Reason 4×5、Almahmoud 5×5 |                               |                |                 |

## 命名由來
名字Perform a Promise（パフォーマプロミス）意思就是「守諾言」，香港方面直接以此作為翻譯。

## 外部連結
- 守諾言 netkeiba.com （页面存档备份，存于）
- 血統表 （页面存档备份，存于）